# Ceva bun de la viață
Ceva bun de la viață este un film românesc din 2011 regizat de Dan Pița. În rolurile principale joacă actorii Corneliu Ulici și Dragoș Dumitru.

## Prezentare
Povestea filmului are loc după Revoluția Română din 1989. Doi buni prieteni, Mateo (Corneliu Ulici) și Ginel (Dragoș Dumitru), care au crescut într-o casă de copii, sunt nevoiți să muncească din greu pentru a supraviețui în haosul din mijlocul lor.  

## Distribuție
- Corneliu Ulici ca Mateo[1]
- Dragoș Dumitru ca Ginel
- Anastasia Dumitrescu - Caroline
- Adelaida Perjoiu ca Gina
- Adrian Găzdaru ca Rat
- Andreea Pascu ca Iza
- Andreea Tătaru ca Femeia violata
- Andrei Biro ca Sile
- Constantin Popa ca Albu
- Cristian Naum ca Lt. Sabin Albu
- Daniel Cerga ca Nae
- Silviu Debu ca Pustnic
- Delia Ciorășteanu ca Lyla
- Valer Dellakeza ca Ostășel
- Dorin Ceagoreanu ca Frizer
- Mihai Dorobanțu ca Lider local 1
- Dragoș Spahiu ca Chioru
- Gabriel Duțu ca Loți
- Anca Florescu ca Oana
- Florin Hrițcu ca Bicicleta
- Florin Mureșan ca Polițist 2
- George Casan ca Miner bătrân
- Gheorghe Stoica ca Client la centrul de afaceri
- Horațiu Gloaba
- Izabela Badovics - Carmen
- Puiu Mircea Lăscuș - Costea
- Liliana Stroe ca Rita
- Marian Negrescu ca Lider local 2
- Mihai Panaitescu ca Solga
- Ștefan Mirea ca Director de mină
- Nicolae Vicol ca Petrișor
- Oana Liciu Gogu ca Mimi
- Oana Mardare ca Mimi
- Păstorel Vulcu ca Maistru Virgil
- Titi Rădoaie
- Radu Lupu ca Buric
- Radu Pavel ca Polițist 1
- Sorin Șaguna ca Wilson
- Valentin Mihali ca Ene
- Vasile Shuler ca Profesorul